# Tokiói Egyetem

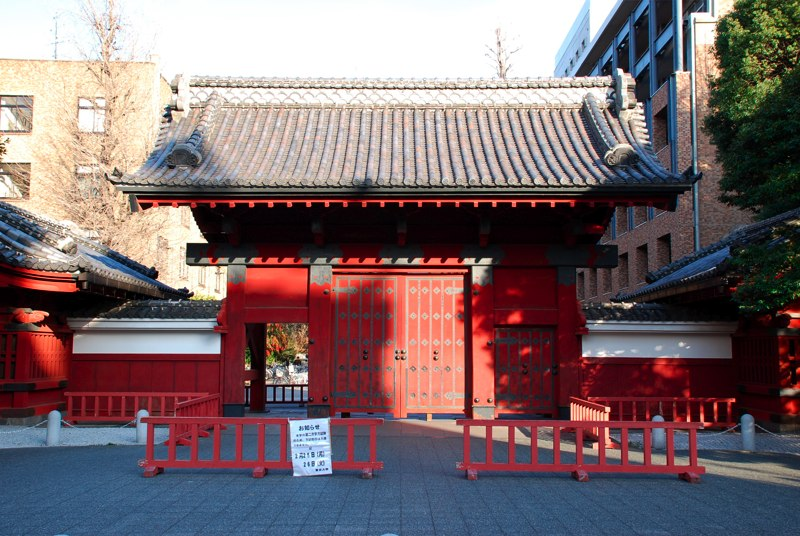
Akamon

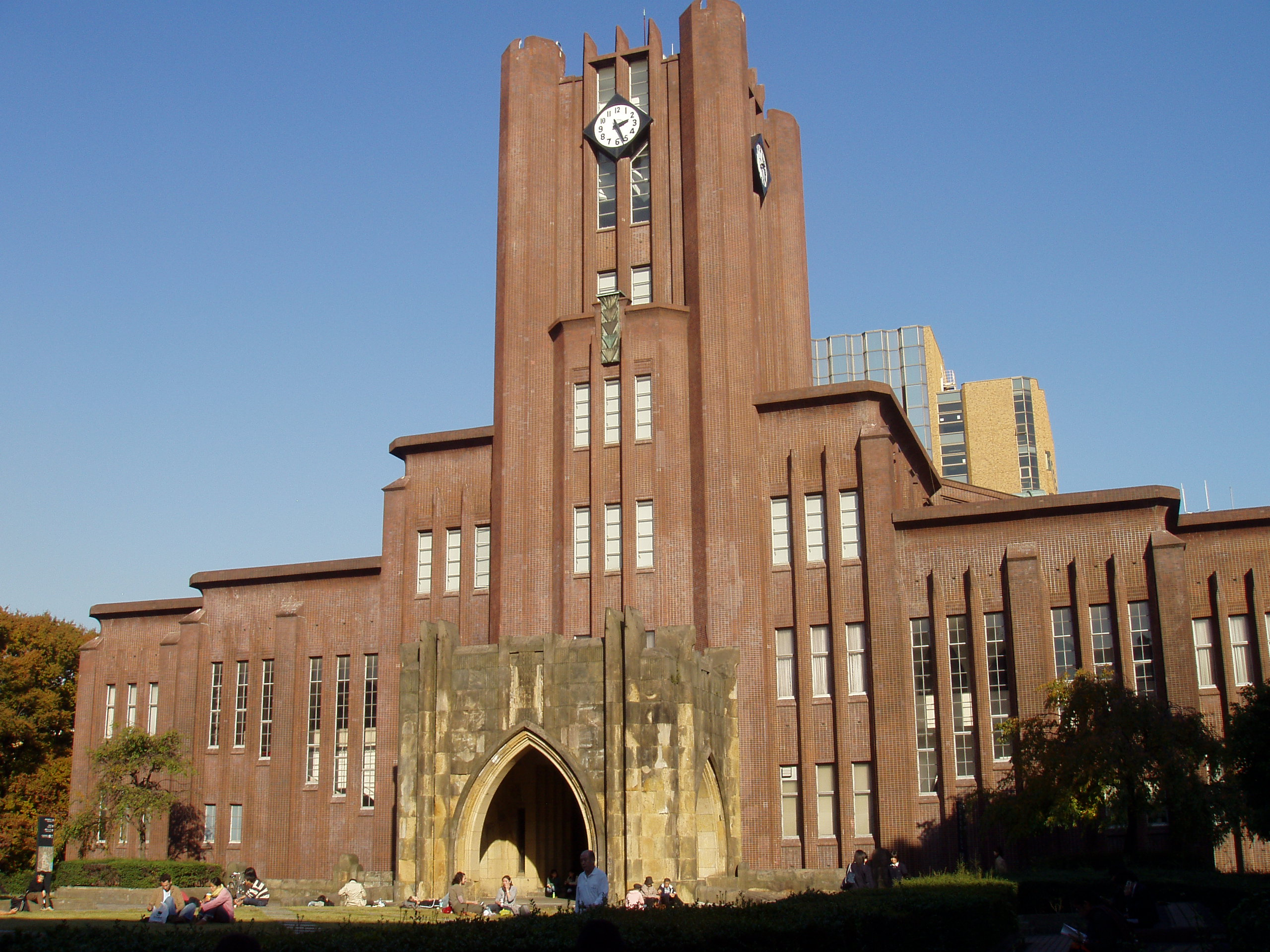
A Yasuda előadóterem a Tokiói Egyetem Hongō kampuszán

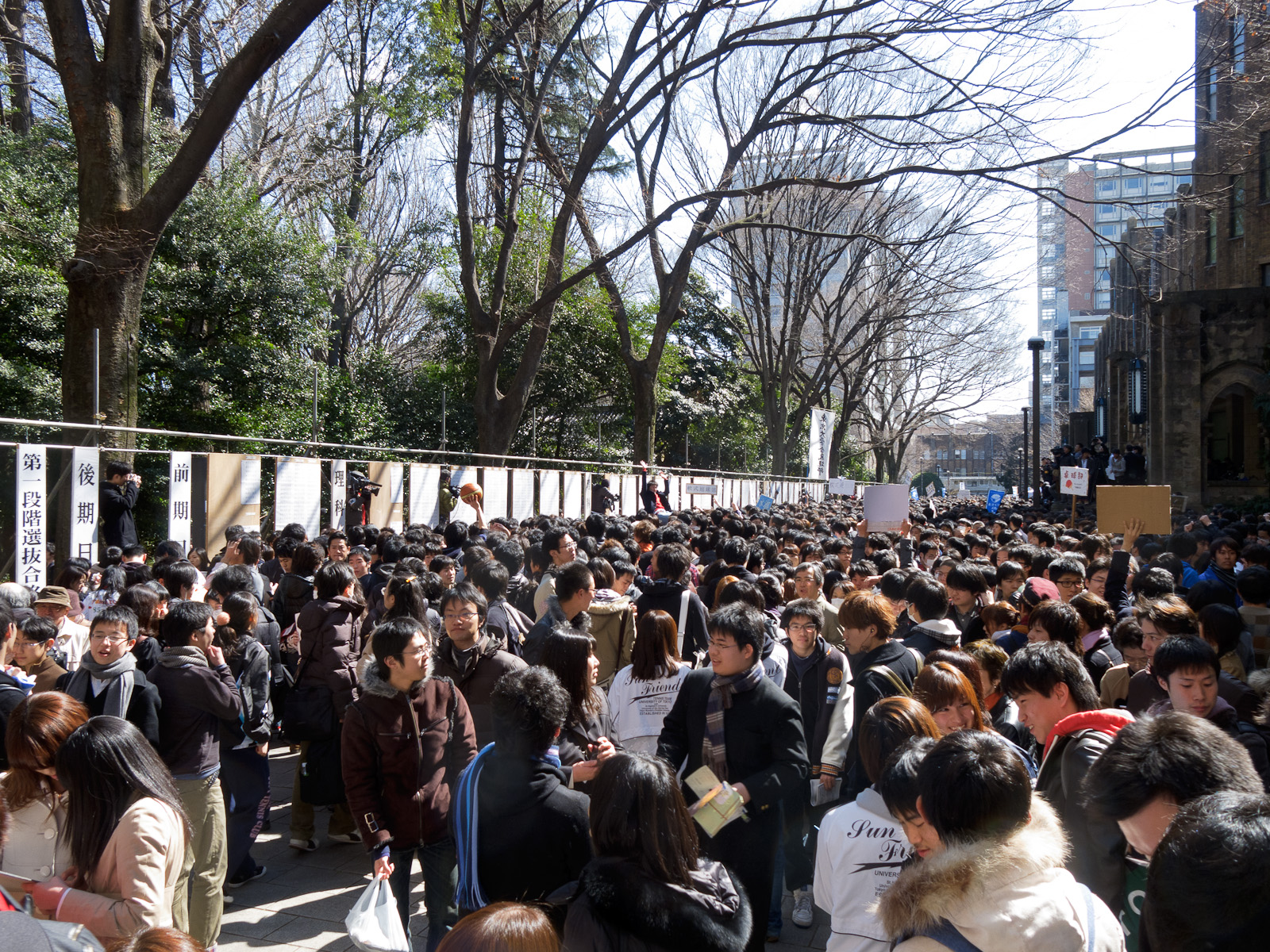
A felvételi vizsga eredményeinek kihirdetése és a felvett hallgatók ünneplése

A Tokiói Egyetem (東京; Tōkyō; Hepburn: 大学, ’daigaku’), rövidítve Tōdai (東大; Hepburn: Tōdai), egy kutató egyetem, amely Japánban Tokió város Bunkyō részében található. Az egyetem 10 karára több mint 30 000 hallgató jár, köztük 2 100 külföldi cserediák. Az intézmény 5 kampusszal rendelkezik, melyek Hongōban, Komabában, Kashiwában, Shirokaneban és Nakanóban találhatók. Ez az első Japán hét nemzeti egyeteme (国立七大学 kokuritsu nana-daigaku) közül és egyben a legtekintélyesebb is az országban. A 2013-as egyetemek világrangsora szerint Ázsiában az első, a világon pedig a 21. helyet foglalja el.

## Története
Az egyetem mai nevét 1877-ben a Meiji kormány alatt kapta, azzal, hogy régebbi állami orvostudományi iskolákat és a nyugati tanulást magába olvasztotta. Később 1886-ban átnevezték "Császári Egyetemre (帝國大學; Hepburn: Teikoku daigaku)", majd 1897-ben Tokiói Császári Egyetemre (東京帝國大學; Hepburn: Tōkyō teikoku daigaku), amikor a Császári Egyetem rendszer megalakult. 1923-ban egy földrengés és az azt követő tűz a Császári Egyetem Könyvtárának körülbelül 700,000 kötetét elpusztította. Az elveszett könyvek közt volt maga a Hoshino Könyvtár (星野文庫; Hepburn: Hoshino bunko) is, amely egy kb. 10,000 könyves gyűjteményt foglalt magába. A könyvek Hoshino Hisashi tulajdonához tartoztak mielőtt a könyvtár részévé váltak és főleg a kínai filozófiáról és történelemről szóltak.
1947-ben Japán második világháborúbeli veresége után újra felvette az eredeti nevét.1949-ben az új egyetem rendszer megkezdésével a Todai bekebelezte a korábbi Első Középiskolát (a mai Komaba kampusz) és a Tokiói Középiskolát, melyek így azt a feladatot vették fel, hogy az első és másod éves hallgatókat tanítsák, míg a fő Hongo kampuszon lévő karok a harmad és negyed évesekről gondoskodnak.
Bár az egyetemet a Meiji korszakban alapították, a gyökerei a Csillagászati Ügynökséghez (天文方; 1684), a Shoheizaka Tanulmányi Hivatalhoz (昌平坂学問所; 1797) és a Nyugati Könyvek Fordítói Ügynökségéhez (蕃書和解御用; 1811) nyúlnak vissza. Ezek az intézmények állami hivatalok voltak, melyeket a Tokugawa sógunátus (1603-1867) hozott létre és fontos szerepet játszottak az európai könyvek importálásában és fordításában.
Kikuchi Dairoku, aki egy fontos személy a Japán oktatásban, a Tokiói Császári Egyetem elnöke is volt egyben.
Az 1964-es nyári olimpián az egyetem adott otthont a modern pentatlon futó számának.
2012. január 20-án a Todai bejelentette, hogy az egyetemi év kezdetét áprilisról szeptemberre teszi, hogy összehangolja a naptárát a nemzetközi szabvánnyal. A változást 5 éven belül tervezik bevezetni.
A Japan Times szerint 2012 februárjában az egyetemen 1282 professzor tanított, köztük 58 nő.
2012 őszén, a Tokió Egyetem történetében először, két alapképzést is indított, melyet nemzetközi diákok felé irányulva teljesen angol nyelven tanítanak; ezek voltak a "the International Program on Japan in East Asia" és a "the International Program on Environmental Sciences".

## Szervezetek

### Karok
- Jogtudomány
- Orvostudomány
- Műszaki tudományok
- Irodalom
- Tudomány
- Mezőgazdaság
- Gazdaság
- Művészetek és tudományok
- Oktatás
- Gyógyszerészet

### Doktori iskolák
- Humán tárgyak és szociológia
- Oktatás
- Jog és politika
- Gazdaság
- Művészetek és tudományok
- Tudomány
- Műszaki tudományok
- Mezőgazdasági és élet tudományok
- Orvostudomány
- Gyógyszerészet
- Matematikai tudományok
- Határ tudományok
- Informatikai tudományok és technológia
- Komplex információs tanulmányok
- Közpolitika

### Kutatóintézetek
- Orvostudományi Intézet
- Földrengéskutató Intézet
- Keleti Kultúrák Intézete
- Társadalomtudományi Intézet
- Ipartudományi Intézet
- Történetírói Intézet
- Molekuláris és Sejtszintű Biotudományok Intézete
- Kozmikus Sugárzást Kutató Intézet
- Szilárdtestfizika Intézete
- Atmoszféra- és Óceánkutató Intézet
- Fejlett Tudomány és Technológia Kutatóközpontja

Mind az egyetem Tudományos Iskolája, mind a Földrengéskutató Intézet képviselteti magát a nemzeti Földrengés Előrejelzési Koordinációs Bizottságban.

## Rangsorolás
- Az Academic Ranking of World Universities a Tokiói Egyetemet Ázsiában az első helyre, a világban pedig a 21. helyre sorolta 2012-ben.
- A Times Higher Education World University Rankings a Tokiói Egyetemet a 27. helyre sorolta a világban,[14] míg Ázsiában az első helyre 2013-ban.[15]
- A QS World University Rankings[16] 2011-ben a Tokiói Egyetemet a 25. helyre sorolta a világban (2010-ben a Times Higher Education World University Rankings és a QS World University Rankings szét váltak, hogy külön rangsorok csináljanak). 2011-ben a QS Asian University Rankings, amely egy különböző módszertant használ, a Tokiói Egyetemet a 4. helyre sorolta.[17]
- A Global University Ranking a Tokiói Egyetemet a 3. helyre sorolta a világban, míg Ázsiában az első helyre.[18]
- A Human Resources & Labor Review, egy emberei versenyképességi index és elemzés, melyet a Chasecareer Networkon publikáltak, az egyetemet nemzetközi szinten a 21., Ázsiában pedig az első helyre sorolta 2010-ben.[19]
- Az École nationale supérieure des mines de Paris a Tokiói Egyetemet a világon az első helyre sorolta, azon az alapon, hogy az öregdiákok közül mennyien lettek CEO-k a világ 500 legnagyobb vállalata közül.[20]
- A Nature Publishing Index (2011) a Tokiói Egyetemet a világon az 5. helyre sorolta 2011-ben.[21]

## Kampusz

### Hongo Kampusz
A fő Hongo kampusz magába foglalja az egykori Maeda család birtokát, akik az Edo-korban Kaga tartomány feudális urai voltak.Az egyetem egyik legismertebb nevezetessége az Akamon (a Vörös Kapu), ennek a korszaknak az ereklyéje. Az egyetem szimbóluma a terület egészén megtalálható fák levele, a ginkgo levél. Továbbá a Hongo kampusz ad otthont az egyetem által minden évben megrendezett Május Fesztiválnak.

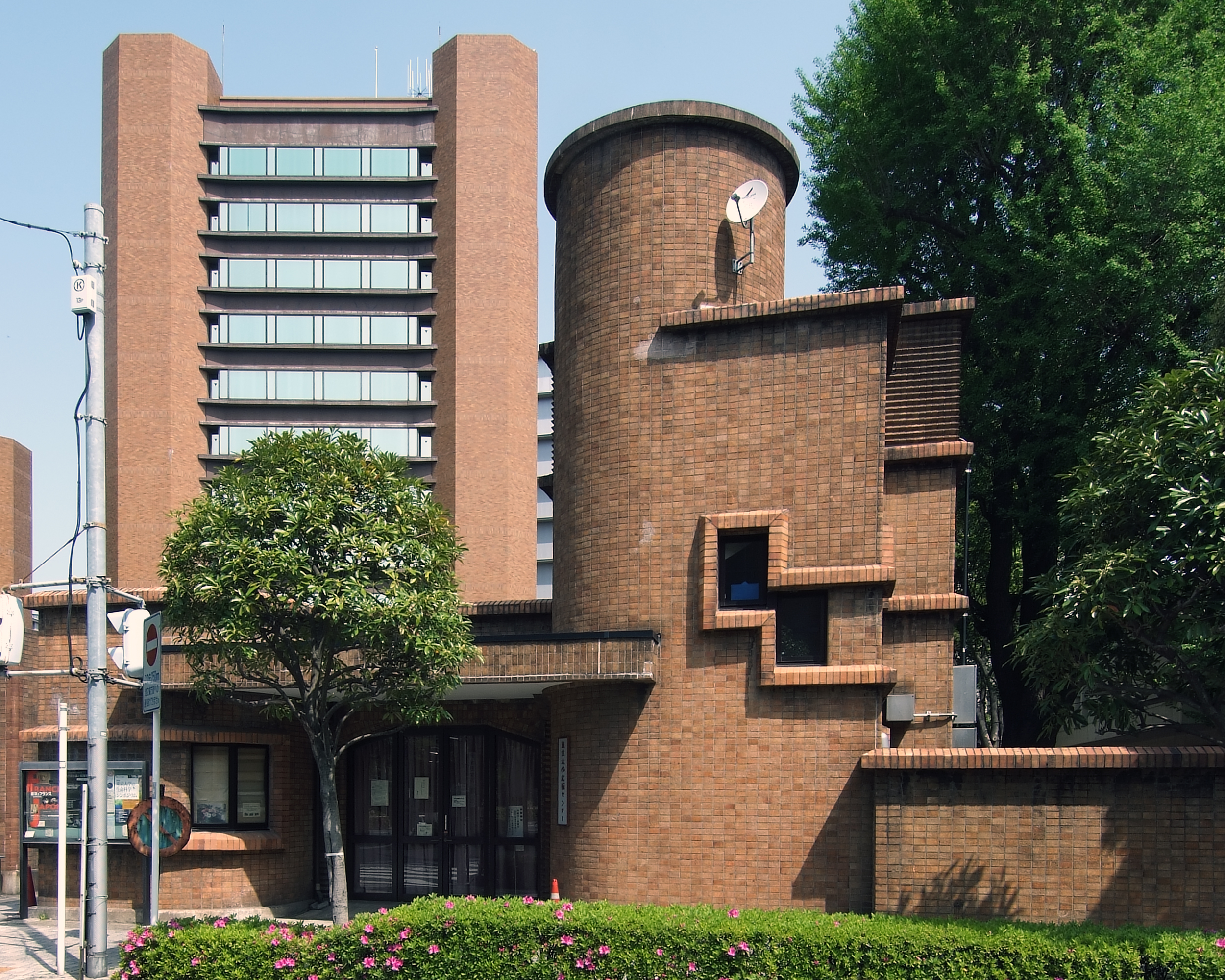
Information Center

#### Sanshiro Tavacska

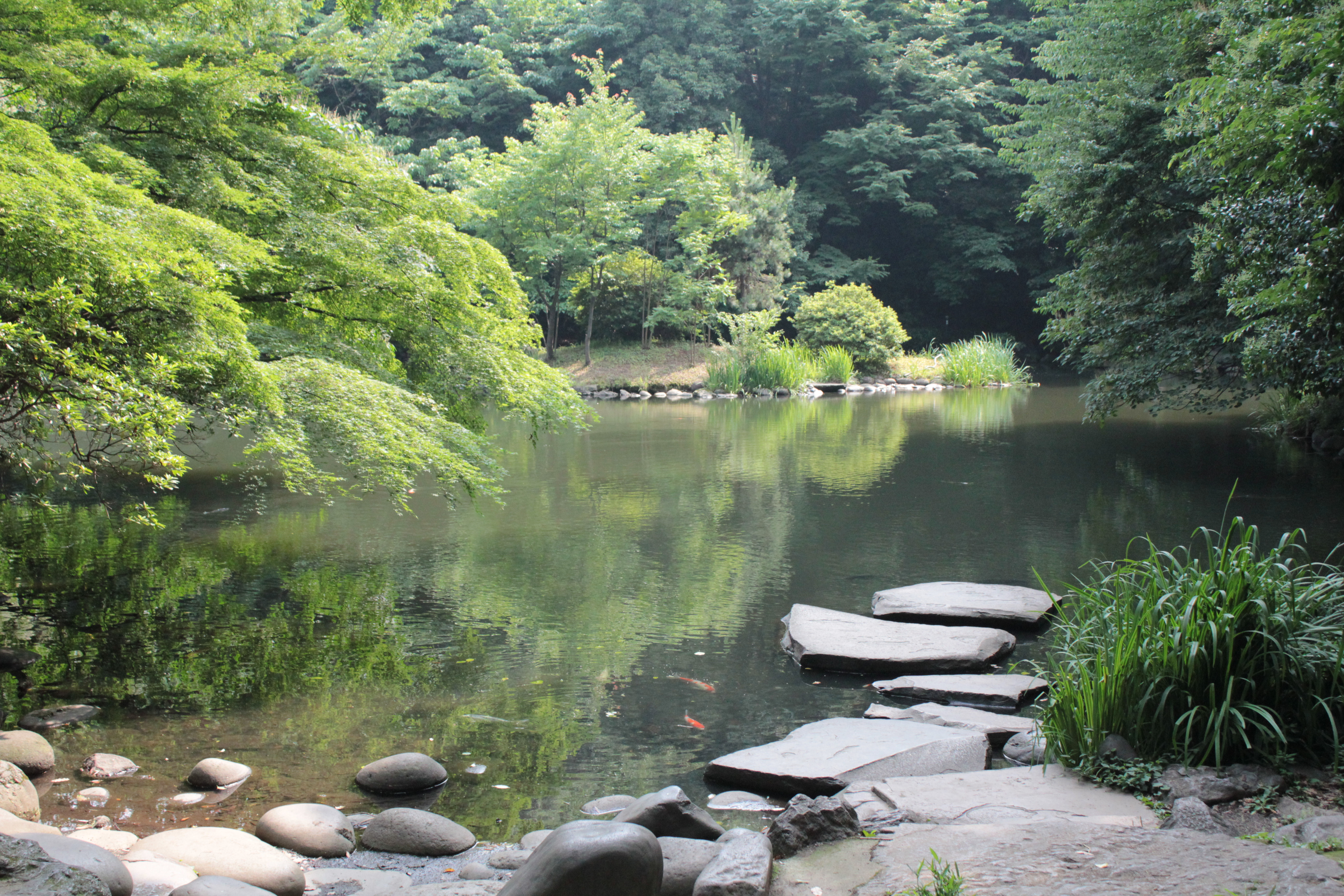
Sanshiro Tavacska, Tokió Egyetem Hongō kampusz.

Sanshiro Tavacska (三四郎池; Hepburn: Sanshirō ike) az egyetem Hongo kampuszán található és egészen 1615-ig eredeztethető vissza. Az Osaka kastély bukása után a sógun ezt a tavacskát és a környező kertet adományozta Maeda Toshitsunenek. A Maeda Tsunanori által folytatott további fejlesztések során vált híressé, mint a legszebb kert Edóban (mai Tokió), a hagyományos nyolc tájjal és nyolc határral és az eredetiségéről ismert mesterséges tavacskával, dombokkal és pavilonokkal. Akkoriban Ikutoku-en-ként volt ismert. A tó körvonalának alakja megegyezik a kokoro vagy shin (szív) jellel, ekképp lett a hivatalos neve Ikutoku-en Shinjiike. Natsume Sōseki Sanshiro novellája után Sanshiro tavacskaként lett közismert.

### Komaba Kampusz
A Komaba kampusz egy a Tokiói Egyetem 5 kampusza közül, ez ad otthont a művészetek és tudományok főiskolájának, a művészetek és tudományok doktori iskolájának, a matematikai tudományok doktori iskolájának továbbá számos fejlett kutatóintézménynek és campus-szolgáltatásnak. Ez az a kampusz, ahol az összes első és másodéves Tokiói Egyetemi hallgató tölti az egyetemi életét. A Tokiói Egyetem az egyetlen egyetem japánban, amely rendszerébe beletartozik két év általános oktatás mielőtt a hallgatók választhatnának, hogy melyik speciális tanulmányi területre mennek tovább.[forrás?] A Komaba kampusz az általános oktatás sarokköve és a "kiválóság központjának" lett kijelölve három új kutatási területen az Oktatási és Tudományos Minisztérium által. Jelenleg több, mint 7000 diák (első és másodéves) iratkozott be általános oktatás kurzusokra, körülbelül 450 diák (harmad és negyed éves) folytatja a specializációját a művészetek és tudományok főiskoláján és 1400 diplomás diák folytat felsőfokú tanulmányokat.

## Jelentős öregdiákok és fakultás tagok
- Az egyetem sok figyelemre méltó személyt képzett. 15 japán miniszterelnök a Tokiói Egyetemen tanult.[23] A korábbi miniszterelnök Kiichi Miyazawa, a bürokrácia sokszínűségére való aggodalommal, utasította a japán kormányzati szerveket, arra, hogy a csökkentsék azon alkalmazottak arányát, akik az egyetem jogi karára jártak, 50 százalék alá.[24]
- A Tokió Egyetem 7 öregdiákja Nobel-díjat kapott.

1. Yasunari Kawabata, Irodalom, 1968
2. Leo Esaki, Fizika, 1973
3. Eisaku Satō, Béke, 1974
4. Kenzaburō Ōe, Irodalom, 1994
5. Masatoshi Koshiba, Fizika, 2002
6. Yoichiro Nambu, Fizika, 2008
7. Ei-ichi Negishi, Kémia, 2010

## Fordítás
- Ez a szócikk részben vagy egészben  az   University of Tokyol című angol Wikipédia-szócikk fordításán alapul.  Az eredeti cikk szerkesztőit annak laptörténete sorolja fel. Ez a jelzés csupán a megfogalmazás eredetét és a szerzői jogokat jelzi, nem szolgál a cikkben szereplő információk forrásmegjelöléseként.